# Les Cavaliers de la nuit
Pour plus de détails, voir Fiche technique et Distribution.
Les Cavaliers de la nuit (The Night Riders) est un film américain réalisé par George Sherman, sorti en 1939.

## Synopsis
Au début des années 1880, un escroc fait valider un faux document, censé dater de l'occupation espagnole, qui lui donne des droits sur plus de 5 millions d'hectares. Il s'y conduit comme un vrai dictateur en faisant payer des loyers exorbitants aux ranchers, et en expulsant ceux qui ne peuvent pas payer. Parmi ces derniers, on retrouve Stony Brooke, Tucson Smith et Lullaby Joslin. Ils font appel auprès du Président Garfield, mais lorsque celui-ci leur répond que la cour a validé le document, ils décident de devenir les "Night Riders" et d'attaquer les sbires de l'usurpateur pour rendre l'argent aux ranchers spoliés.

## Fiche technique
- Titre français : Les Cavaliers de la nuit ou Les Robin des bois du Far West[1]
- Titre original : The Night Riders
- Réalisation : George Sherman, assisté de Philip Ford (non crédité)
- Scénario : Betty Burbridge, Stanley Roberts
- Photographie : Jack A. Marta
- Montage : Lester Orlebeck (en)
- Musique : William Lava
- Production : William Berke
- Société de production : Republic Pictures
- Société de distribution : Republic Pictures
- Pays de production :  États-Unis
- Langue originale : anglais
- Format : noir et blanc — 35 mm — 1,37:1 — son Mono (RCA "High Fidelity" Recording)
- Genre : Western
- Durée : 56 minutes
- Dates de sortie :
  - États-Unis : 12 avril 1939
  - France : 10 mai 1940[1]

## Distribution
- John Wayne : Stony Brooke
- Ray Corrigan : Tucson Smith
- Max Terhune : Lullaby Joslin
- Doreen McKay (en) : Soledad
- Ruth Rogers : Susan Randall
- George Douglas : Talbot, alias Don Luis de Serrano
- Tom Tyler : Jackson
- Kermit Maynard : Shérif Pratt
- Sammy McKim : Tim Randall
- Walter Wills : Hazleton
- Ethan Laidlaw (en) : Andrews
- Edward Peil Sr. : Harper
- Tom London : Wilson
- Jack Ingram (en) : Wilkins
- Bill Nestell (en) : Allen